# مرا سر وقت به جهان برسانید
«من را سر وقت به جهان برسانید» (انگلیسی: Get Me to the World on Time) تک آهنگی از الکتریک پرونز بود که در سال ۱۹۶۷ منتشر شد. این تک آهنگ رتبه ۲۷# را در بیلبورد کسب کرد